# Roman Langenegger
Roman Langenegger, né le 4 janvier 1987, est un gardien international suisse de rink hockey.

## Palmarès
En 2016, il participe au championnat d'Europe.